# Niobgermanium
Niobgermanium ist eine intermetallische chemische Verbindung aus der Gruppe der Niob-Germanium-Verbindungen. Neben der gut untersuchten Form GeNb3 sind noch GeNb, GeNb2, GeNb4, Ge3Nb, Ge7Nb10, Ge0,8Nb3,2, Ge3Nb5, Ge2Nb3, Ge2Nb sowie viele nichtstöchiometrische Phasen bekannt.

## Gewinnung und Darstellung
Niobgermanium kann durch Abschrecken einer Schmelze der Elemente oder durch Reduktion Mischung aus Niobpentachlorid und Germanium(IV)-chlorid mit Wasserstoff bei 1000 bis 1300 °C gewonnen werden.
{\displaystyle {\ce {6NbCl5 + 2GeCl4 + 19H2 -> 2GeNb3 + 38HCl}}}

## Eigenschaften
Niobgermanium ist ein Supraleiter mit einer Sprungtemperatur von 23,2 K, was 1973 entdeckt wurde. Er besitzt eine Kristallstruktur vom Typ der β-Modifikation des Wolframs. Wie auch Nb3Sn kristallisiert es in geordneten Strukturen des so genannten A15-Typs mit der Raumgruppe Pm3n (Raumgruppen-Nr. 223), deren auffälliges Strukturmerkmal die kurzen Niob-Niob-Abstände von 258 pm sind.

## Verwendung
Niobgermanium wird in Josephson-Kontakten und in supraleitenden Quanteninterferenzeinheiten (SQUIDs) verwendet.